# 新安街道 (新沂市)
新安街道是中华人民共和国江苏省徐州市新沂市下辖的一个街道办事处。
2013年8月6日，江苏省人民政府批复同意撤销新安镇，以原新安镇的新安、新兴、新临、新华、职工、和平、城关、新苑、新村、新春、新南、黄墩、李庄、新北、臧圩、官庄16个居委会区域和孔圩、嶂嵢、王陈、南陈4个村委会区域设立新安街道办事处，办事处驻新北路106号。
2021年3月11日，从新安街道析新北村、王陈村、南陈村、孔圩村、嶂仓村、黄墩村、官庄村、李庄村、臧圩村和大刘庄社区，设立钟吾街道。

## 行政区划
新安街道下辖以下村级行政区划单位：
职工社区、新临社区、新安社区、新南社区、新苑社区、新兴社区、和平社区、新村社区、新华社区、新春社区、新南村、黄墩村、李庄村、臧圩村、新北村、王陈村、南陈村、孔圩村、嶂仓村和官庄村。